# Carolina Cruz
Carolina Cruz Osorio (Tuluá, Valle del Cauca, 12 de junio de 1979) es una presentadora, modelo y empresaria colombiana. Se ha destacado por su amplia trayectoria en la televisión nacional y por la creación de sus propias marcas en el sector de la moda y la belleza.

## Biografía
Cruz nació en Tuluá y creció en Cali, donde fue porrista e hincha del América de Cali durante su juventud.
En 1999 participó en el Concurso Nacional de Belleza de Colombia, representando al Valle del Cauca, donde fue elegida Virreina Nacional. Al año siguiente representó al país en el Miss Internacional en donde logró clasificar entre las semifinalistas y posteriormente continuó su carrera en el modelaje.

## Trayectoria
Cruz inició su carrera como presentadora en el programa Noticiero del Espectáculo de Jorge Barón Televisión en el año 2000. Posteriormente se vinculó al Canal RCN, donde presentó espacios como Comandos, Muy buenos días y Noticias RCN. Permaneció trece años en esta casa televisiva hasta su salida en 2013.
En 2013 se integró a Caracol Televisión y desde 2018 hace parte del equipo de presentadoras del programa Día a día, además de participar en programas como Colombia's Next Top Model, el Festival Internacional del Humor y las transmisiones de Miss Universo.
En paralelo a su carrera televisiva, fundó las marcas Carolina Cruz Empresa Unipersonal y Carolina Cruz Joyerías y Accesorios, en las que ha promovido la inclusión laboral de mujeres vinculadas a fundaciones sociales.

## Vida personal
Carolina Cruz mantuvo una relación con el actor Daniel Arenas y luego con el actor Lincoln Palomeque, con quien estuvo desde 2010 hasta 2022.
Durante su relación con Palomeque, fue madre de dos hijos: Matías Palomeque Cruz, nacido el 6 de abril de 2017 y de Salvador Palomeque Cruz, nacido el 19 de febrero de 2021.

## Filmografía

### Televisión
| Año           | Título                           | Rol          | Canal                  | Ref    |
| ------------- | -------------------------------- | ------------ | ---------------------- | ------ |
| 2023          | La Vuelta al Mundo en 80 Risas   | Participante | Caracol Televisión     | [ 10 ] |
| 2021          | Voy por ti, juega por mí         | Participante | Caracol Televisión     | [ 11 ] |
| 2019          | Festival Internacional del Humor | Presentadora | Caracol Televisión     | [ 12 ] |
| 2018          | Festival Internacional del Humor | Presentadora | Caracol Televisión     | [ 13 ] |
| 2018–presente | Día a día                        | Presentadora | Caracol Televisión     | [ 14 ] |
| 2017          | Festival Internacional del Humor | Presentadora | Caracol Televisión     | [ 15 ] |
| 2017          | Colombia's Next Top Model        | Presentadora | Caracol Televisión     | [ 16 ] |
| 2015          | Festival Internacional del Humor | Presentadora | Caracol Televisión     | [ 17 ] |
| 2014          | Festival Internacional del Humor | Presentadora | Caracol Televisión     | [ 13 ] |
| 2014          | Colombia's Next Top Model        | Presentadora | Caracol Televisión     | [ 18 ] |
| 2013–2015     | Miss Universo (transmisión)      | Presentadora | Caracol Televisión     | [ 19 ] |
| 2012          | Señorita Colombia 2012           | Presentadora | Canal RCN              | [ 20 ] |
| 2012          | Justo a tiempo                   | Presentadora | Canal RCN              | [ 21 ] |
| 2011          | Señorita Colombia 2011           | Presentadora | Canal RCN              |        |
| 2010          | Señorita Colombia 2010           | Presentadora | Canal RCN              | [ 22 ] |
| 2010          | Cita a ciegas                    | Presentadora | Canal RCN              | [ 23 ] |
| 2009          | Señorita Colombia 2009           | Presentadora | Canal RCN              |        |
| 2008          | Señorita Colombia 2008           | Presentadora | Canal RCN              |        |
| 2008          | Planeta Gente                    | Presentadora | NTN24                  | [ 24 ] |
| 2007          | Señorita Colombia 2007           | Presentadora | Canal RCN              |        |
| 2007          | Ilusión, magia y humor           | Presentadora | Canal RCN              |        |
| 2007          | Cambio extremo                   | Presentadora | Canal RCN              | [ 25 ] |
| 2006          | Señorita Colombia 2006           | Presentadora | Canal RCN              |        |
| 2006          | Bailando por un sueño            | Participante | Canal RCN              | [ 26 ] |
| 2005          | Señorita Colombia 2005           | Presentadora | Canal RCN              | [ 27 ] |
| 2004          | Señorita Colombia 2004           | Presentadora | Canal RCN              |        |
| 2002          | Señorita Colombia 2002           | Presentadora | Canal RCN              | [ 28 ] |
| 2002–2013     | Noticias RCN                     | Presentadora | Canal RCN              | [ 29 ] |
| 2002–2006     | Muy buenos días                  | Presentadora | Canal RCN              | [ 30 ] |
| 2001–2002     | Hasta ahora me desayuno          | Presentadora | Canal RCN              |        |
| 2001          | Comandos                         | Presentadora | Canal RCN              |        |
| 2000          | Noticiero del Espectáculo        | Presentadora | Jorge Barón Televisión | [ 31 ] |

## Premios y nominaciones

### Premios TVyNovelas
| Año  | Categoría                                         | Noticiero / Magazín | Resultado |
| ---- | ------------------------------------------------- | ------------------- | --------- |
| 2013 | Mejor presentador/presentadora de entretenimiento | Noticias RCN        | Nominada  |
| 2012 | Mejor presentador/presentadora de entretenimiento | Noticias RCN        | Nominada  |
| 2010 | Mejor presentador/presentadora de entretenimiento | Noticias RCN        | Ganadora  |
| 2009 | Mejor presentador/presentadora de entretenimiento | Noticias RCN        | Ganadora  |
| 2008 | Mejor presentador/presentadora de entretenimiento | Noticias RCN        | Ganadora  |
| 2006 | Mejor presentador/presentadora de entretenimiento | Noticias RCN        | Ganadora  |

### Premios India Catalina
| Año  | Categoría                                         | Noticiero/Magazing | Resultado |
| ---- | ------------------------------------------------- | ------------------ | --------- |
| 2013 | Mejor presentador/presentadora de entretenimiento | Noticias RCN       | Nominada  |